# St. Georg (Pyrbaum)

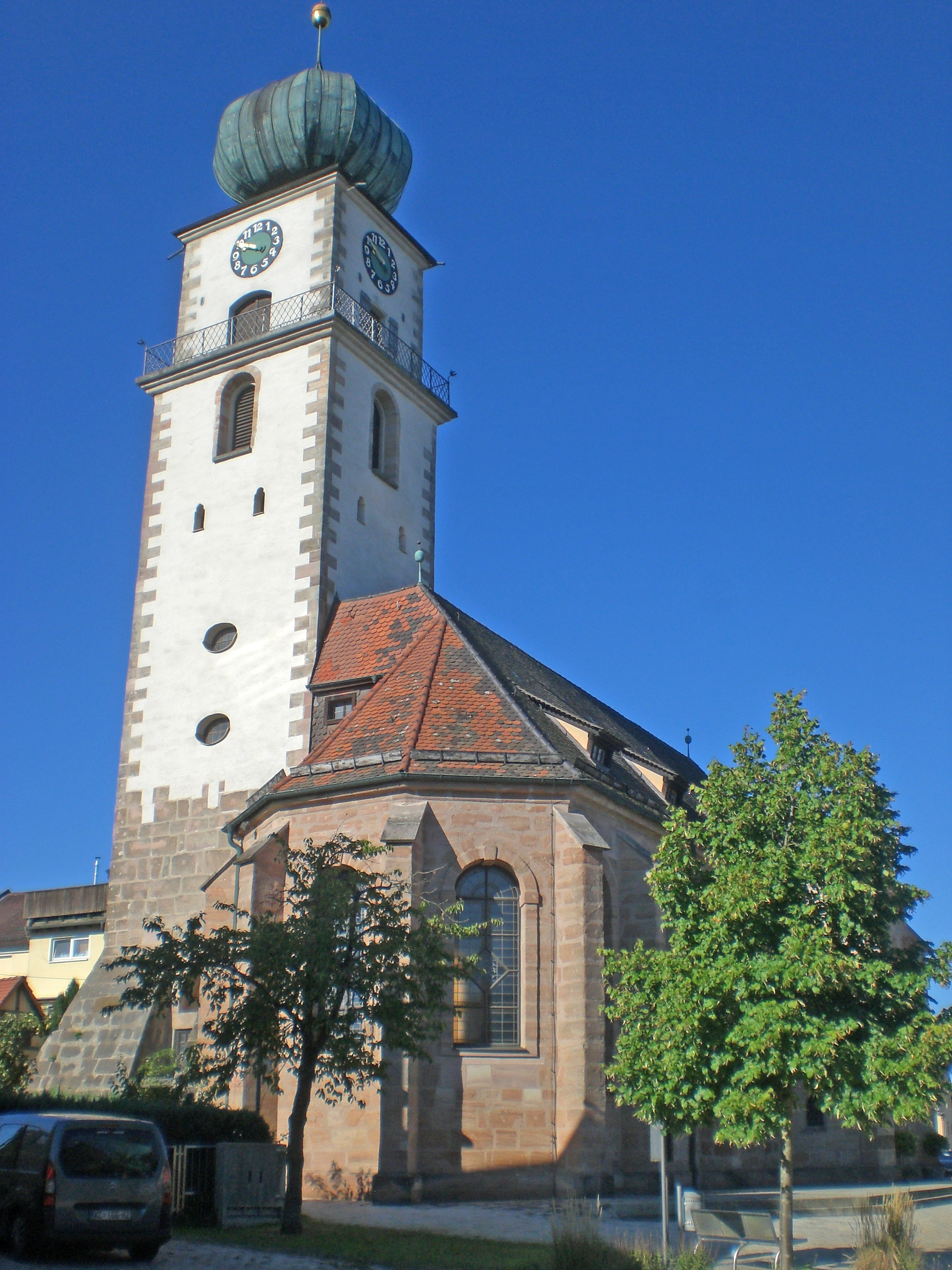
St. Georg in Pyrbaum (2023)

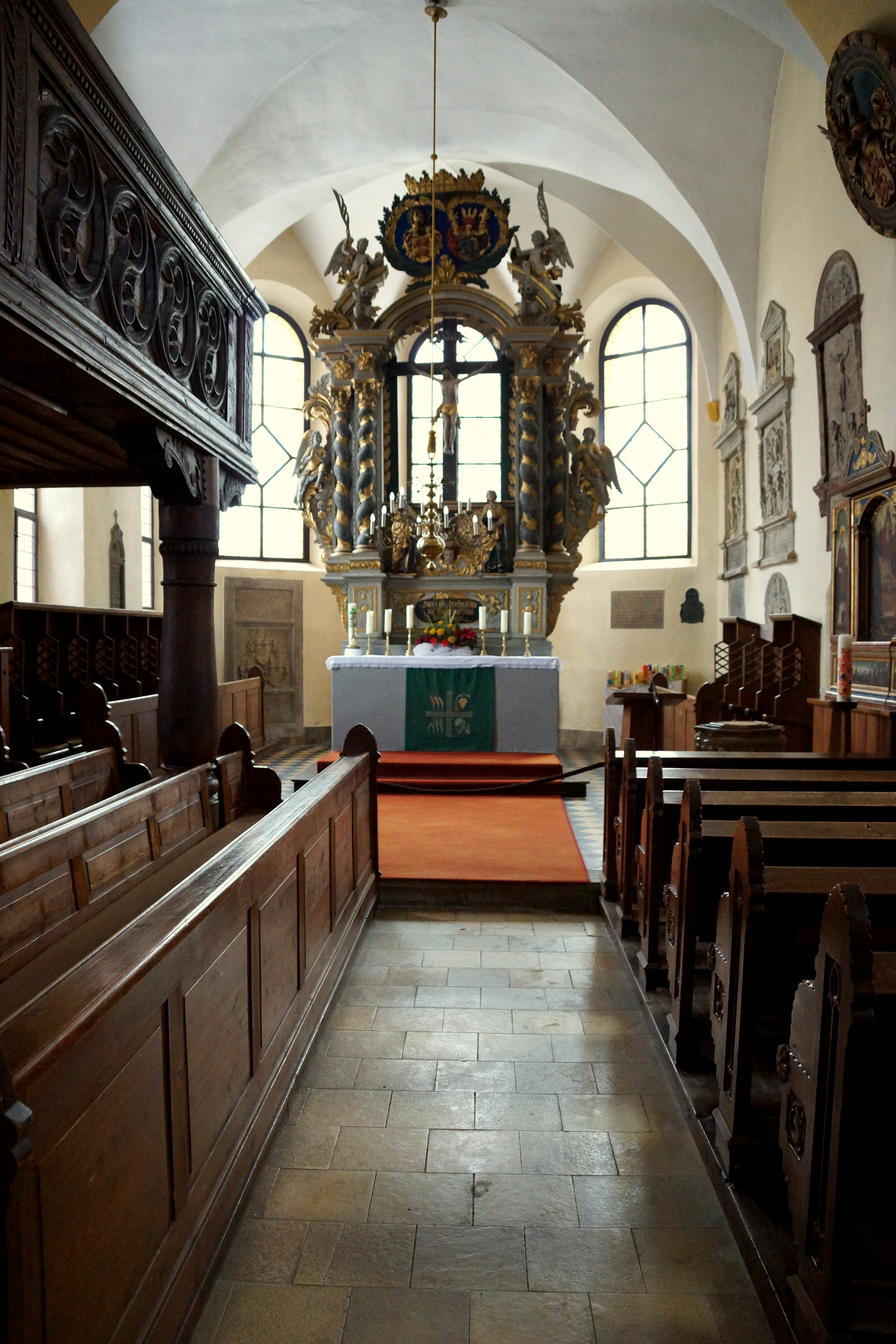
Innenraum

Die evangelisch-lutherische, denkmalgeschützte Pfarrkirche St. Georg steht in Pyrbaum, einem Markt im Landkreis Neumarkt in der Oberpfalz. Die Kirchengemeinde gehört zur Evangelisch-Lutherischen Kirche in Bayern. Das Bauwerk ist unter der Denkmalnummer D-3-73-156-14 als Baudenkmal in die Bayerische Denkmalliste eingetragen.

## Beschreibung
Die 1519 unter denen von Wolfstein erbaute, 1926 bis auf die Außenmauern abgebrannte Saalkirche wurde 1927 wieder aufgebaut. Sie besteht aus einem Langhaus, das von Strebepfeilern gestützt wird, und einem dreiseitig geschlossenen, ebenfalls von Strebepfeilern gestützter Chor im Osten, der nur an der Südseite eingezogen ist, beide aus Quadermauerwerk, an der ein Chorflankenturm angebaut ist, dessen untere Geschosse aus dem 14. Jahrhundert von einem Stützpfeiler gehalten werden, und dessen oberen Geschosse verputzt und mit Ecksteinen versehen sind. Das oberste, eingezogene Geschoss oberhalb einer Aussichtsplattform beherbergt die Turmuhr. Darauf sitzt eine Zwiebelhaube. Das Portal befindet sich in einem Risalit an der Nordseite des Langhauses. 
Zur Kirchenausstattung gehört ein um 1700 gebauter Hochaltar, der von je zwei Säulen flankiert wird. Die Orgel wurde 1999 von Deininger & Renner gebaut.